# Campeonato Europeo Sub-16 de la UEFA 1984
El Campeonato Europeo Sub-16 de la UEFA 1984 se llevó a cabo en Alemania Occidental del 3 al 5 de mayo y contó con la participación de 4 selecciones juveniles de Europa provenientes de una fase eliminatoria.
El anfitrión Alemania Federal venció en la final a Unión Soviética para ganar el título por primera ocasión.

## Participantes
| - Alemania Federal - Inglaterra | - Unión Soviética - Yugoslavia |

## Resultados
|  | Semifinales            | Semifinales            |   |                | Final                | Final |  |
|  |                        |                        |   |                |                      |       |  |
|  |                        |                        |   |                |                      |       |  |
|  | Heilbronn, 3 de mayo   |                        |   |                |                      |       |  |
|  | Alemania Federal       | 5                      |   |                |                      |       |  |
|  | Yugoslavia             | 1                      |   |                |                      |       |  |
|  |                        |                        |   |                |                      |       |  |
|  |                        |                        |   |                | Böblingen, 5 de mayo |       |  |
|  |                        |                        |   |                | Alemania Federal     | 2     |  |
|  |                        | Unión Soviética        | 0 |                |                      |       |  |
|  |                        |                        |   |                |                      |       |  |
|  |                        |                        |   |                |                      |       |  |
|  |                        |                        |   |                | Tercer lugar         |       |  |
|  | Ludwigsburg, 3 de mayo | Ludwigsburg, 3 de mayo |   | Ulm, 5 de mayo | Ulm, 5 de mayo       |       |  |
|  | Unión Soviética        | 2                      |   | Yugoslavia     | 0                    |       |  |
|  | Inglaterra             | 0                      |   |                | Inglaterra           | 1     |  |

## Campeón
| Eurocopa Sub-16 1984       |
| -------------------------- |
| Bandera de Alemania        |
| Alemania Federal 1º Título |